# Archibald Campbell, 7:e earl av Argyll
Archibald Campbell, 7:e earl av Argyll, född omkring 1575, död 1638, son till Colin Campbell, 6:e earl av Argyll och Agnes Keith, tillhörde de inflytelserikaste partiledarna under de inre striderna i Skottland, som kännetecknade kung Jakobs regeringstid.
Han lade genom stora godsförvärv grunden till familjens mäktiga inflytande i västra Skottland, men måste år 1619 fly ur landet för att undkomma sina kreditorer och gick då för en tid i spansk tjänst.